# Aranyszárnyú hernyófaló
Az aranyszárnyú hernyófaló (Vermivora chrysoptera) a madarak osztályának verébalakúak (Passeriformes) rendjébe és az újvilági poszátafélék (Parulidae) családjába tartozó faj.

## Rendszerezése
A fajt Carl von Linné svéd természettudós írta le 1766-ban, a Motacilla nembe Motacilla chrysoptera néven.

## Előfordulása
Észak-Amerika keleti részén költ, telelni délre vonul. Kóborlásai során közép-Amerikán keresztül eljut Dél-Amerika északi részéig. A természetes élőhelye mérsékelt övi erdők, bokrosok és füves puszták, szubtrópusi és trópusi síkvidéki erdők, valamint lápok és mocsarak környéke. Vonuló faj.

## Megjelenése
Átlagos testhossza  12 centiméter, testtömege 7-12 gramm. Homloka sárga, vastag szemsávja és torka fekete, a tojó tompább színű. Tollazata kékesszürke, szárnyán sárgás folttal.
|  |  |

## Életmódja
Főleg ízeltlábúakkal táplálkozik.

## Természetvédelmi helyzete
Egyedszáma csökkenő, ezért a Természetvédelmi Világszövetség Vörös listáján a mérsékelten veszélyeztetett kategóriában szerepel.